# Arquidiocese de Lagos
A Arquidiocese de Lagos (Archidiœcesis Lagosensis) é uma circunscrição eclesiástica da Igreja Católica situada em Lagos, na Nigéria. Seu atual arcebispo é Alfred Adewale Martins. Sua Sé é a Catedral da Santa Cruz de Lagos.
Possui 180 paróquias servidas por 441 padres, abrangendo uma população de 13 017 440 habitantes, com 26,7% da dessa população jurisdicionada batizada (3 471 745 católicos).

## História
O vicariato apostólico de Daomé foi erigido em 28 de agosto de 1860, recebendo o território do vicariato apostólico das Duas Guinés (atual Arquidiocese de Libreville). A sé original do vicariato era em Uidá. Em 1864, foi fundada a missão de Porto Novo, em 1868 a de Lagos.
Em 24 de agosto de 1870, mudou seu nome para Vicariado Apostólico da Costa de Benin com o breve Quæ Christiano nomini do Papa Pio IX. Em 1874, foi estabelecida a missão de Agoué.
Em 26 de junho de 1883, 25 de julho de 1889 e 12 de janeiro de 1943 cedeu partes de seu território em benefício da ereção, respectivamente, da prefeitura apostólica de Daomé (atual Arquidiocese de Cotonu), da prefeitura apostólica do Níger inferior (atual Arquidiocese de Onitsha) e do Vicariato Apostólico de Ondo-Ilorim (hoje Diocese de Ondo). Contemporaneamente a esta última cessão, trocou o nome para Vicariato Apostólico de Lagos por força do decreto Cum Eminentissimi da Congregação de Propaganda Fide.
Em 23 de março de 1949, cedeu outra parte de seu território para o benefício da ereção da prefeitura apostólica de Oyo (hoje uma diocese).
Com a bula Læto accepimus do papa Pio XII, em 18 de abril de 1950 o vicariato apostólico foi elevado a arquidiocese metropolitana.
Em 13 de março de 1952, 29 de maio de 1969 e 24 de outubro de 1997, cedeu outras partes de seu território em benefício da ereção da prefeitura apostólica de Ibadan (hoje arquidiocese) e das dioceses de Ijebu-Ode e de Abeokuta.

## Prelados
| #                 | Nome                            | Período     | Notas               |
| Arcebispos        | Arcebispos                      | Arcebispos  | Arcebispos          |
| ----------------- | ------------------------------- | ----------- | ------------------- |
| 4º                | Alfred Adewale Martins          | 2012 -      | Atual               |
| 3º                | Anthony Cardeal Olubunmi Okogie | 1973 - 2012 | Arcebispo emérito   |
| 2º                | John Kwao Amuzu Aggey           | 1965 - 1972 |                     |
| 1º                | Leo Hale Taylor, S.M.A.         | 1950 - 1965 |                     |
| Bispos            |                                 |             |                     |
| 6º                | Leo Hale Taylor, S.M.A.         | 1939 - 1950 | Elevado à Arcebispo |
| 5º                | François O'Rourke, S.M.A.       | 1930 - 1938 |                     |
| 4º                | Ferdinand Terrien, S.M.A.       | 1912 - 1929 |                     |
| 3º                | Joseph-Antoine Lang, S.M.A.     | 1902 - 1912 |                     |
| 2º                | Paul Pellet, S.M.A.             | 1895 - 1902 |                     |
| 1º                | Jean-Baptiste Chausse, S.M.A.   | 1891-1894   |                     |
| Bispos-auxiliares |                                 |             |                     |
|                   | Anthony Olubunmi Okogie         | 1972 - 1973 | Elevado à Arcebispo |
|                   | John Kwao Amuzu Aggey           | 1957 - 1965 | Elevado à Arcebispo |